# Шерекино (Селекционный сельсовет)
Шерекино — деревня в Льговском районе Курской области России. Входит в состав Селекционного сельсовета.

## География
Деревня находится а западе центральной части Курской области, в пределах южной части Среднерусской возвышенности, в лесостепной зоне, к западу от города Льгова, административного центра района. Абсолютная высота — 152 метра над уровнем моря.
Улицы
В деревне улицы: Курская, Ленина, Луговая, Мирная, Набережная, Октябрьская, Полевая, Садовая и Советская.
Климат
Климат характеризуется как умеренно континентальный, с тёплым летом и умеренно холодной зимой. Среднегодовая температура воздуха — 5,7 °С. Средняя температура воздуха самого тёплого месяца (июля) — 19,4 °C (абсолютный максимум — 32 °С); самого холодного (января) — −8,1 °C (абсолютный минимум — −26 °С). Безморозный период длится около 150 дней в году. Среднегодовое количество атмосферных осадков составляет 563 мм, из которых 391 мм выпадает в период с апреля по октябрь.
| Показатель                                                                      | Янв. | Фев. | Март | Апр. | Май  | Июнь | Июль | Авг. | Сен. | Окт. | Нояб. | Дек. | Год  |
| ------------------------------------------------------------------------------- | ---- | ---- | ---- | ---- | ---- | ---- | ---- | ---- | ---- | ---- | ----- | ---- | ---- |
| Средний суточный максимум, °C                                                   | −3,8 | −2,8 | 3,2  | 13,2 | 19,5 | 22,8 | 25,3 | 24,6 | 18,3 | 10,7 | 3,6   | −0,9 | 11,1 |
| Средняя температура, °C                                                         | −5,9 | −5,3 | −0,5 | 8,4  | 14,9 | 18,5 | 21   | 20   | 14,1 | 7,4  | 1,4   | −2,9 | 7,6  |
| Средний суточный минимум, °C                                                    | −8,3 | −8,4 | −4,6 | 3    | 9,2  | 13,2 | 15,9 | 14,9 | 9,9  | 4,1  | −0,9  | −5,1 | 3,6  |
| Норма осадков, мм                                                               | 50   | 44   | 48   | 50   | 63   | 71   | 77   | 54   | 57   | 57   | 48    | 49   | 668  |
| Источник: Погода по месяцам c ru.climate-data.org(дата обращения: Октябрь 2021) |      |      |      |      |      |      |      |      |      |      |       |      |      |

Часовой пояс
Деревня Шерекино, как и вся Курская область, находится в часовой зоне МСК (московское время). Смещение применяемого времени относительно UTC составляет +3:00.

## Население
| 2002 | 2010 |
| ---- | ---- |
| 824  | ↘660 |

Половой состав
По данным Всероссийской переписи населения 2010 года в половой структуре населения мужчины составляли 45,9 %, женщины — соответственно 54,1 %.
Национальный состав
Согласно результатам переписи 2002 года, в национальной структуре населения русские составляли 99 %.

## Инфраструктура
Личное подсобное хозяйство. ФАП. Шерекинская школа. В деревне 396 домов.

## Транспорт
Шерекино находится в 3 км от автодороги регионального значения 38К-017 (Курск — Льгов — Рыльск — граница с Украиной) как часть европейского маршрута E38, в 1,5 км от автодороги 38К-042 (38К-017 — Льгов), в 0,3 км от ближайшего ж/д остановочного пункта 584 км (Льгов-II) (линия Навля — Льгов I).
В 146 км от аэропорта имени В. Г. Шухова (недалеко от Белгорода).